# Miro Bilan
Miro Bilan (Šibenik, 21 de julho de 1989) é um basquetebolista profissional croata, atualmente joga no Asvel.